# Nordiska musikförlaget
Nordiska Musikförlaget är ett svenskt musikförlag, grundat 1915 av det danska Wilhelm Hansens Musikforlag. Förlaget har publicerat musik inom olika genrer, som klassisk musik, jazz, schlager men även musikpedagogisk litteratur. En betydande del av verksamheten är utgivningen av verk av nutida svenska tonsättare, som Ingvar Lidholm, Sven-Erik Bäck, Sven-David Sandström, Anders Eliasson och Bengt Hambraeus. År 1989 såldes Nordiska Musikförlaget till Oy Musik Fazer Ab som i sin tur köptes av Warner/Chappell Music Scandinavia AB 1997. Numera förvaltas orkester-, kammar- och körmusiken av Gehrmans Musikförlag AB.